# Joaquim Franco de Toledo
Joaquim Franco de Toledo ( 1905 – 1952) fue un botánico taxónomo brasileño que se especializó en espermatófitas. y virtuoso ilustrador botánico

## Algunas publicaciones

### Libros
- 1942. Guia do Herborizador e Preparador de Fanerógamas.
- de Barros, f; gb Kerbaury; jf de Toledo (eds.) 2004. 0rquidiologia sul-americana. Ed. Secr. Meio Ambiente. 192 pp. ilus.

- La abreviatura «Toledo» se emplea para indicar a Joaquim Franco de Toledo como autoridad en la descripción y clasificación científica de los vegetales.[3]